# Exekutorská komora České republiky
Exekutorská komora České republiky se sídlem v Praze je stavovskou organizací profesní samosprávy sdružující soudní exekutory. Členství v ní je pro všechny soudní exekutory jmenované ministrem spravedlnosti povinné. Vykonává samosprávu soudních exekutorů a dohled nad jejich úřední činností, jako taková garantuje kvalitu exekucí a dalších právních služeb poskytovaných soudními exekutory.
Organizace Exekutorské komory ČR je upravena v exekučním řádu. Původně sídlila jen v Brně, od října 2012 měla zřízenou pobočku v Praze a od 1. ledna 2013 se její sídlo v souvislosti s novelizací exekučního řádu přesunulo do Prahy úplně, přičemž v Brně zůstala pobočka.

## Orgány Exekutorské komory ČR
- sněm
- prezidium
- prezident
- revizní komise
- zkušební komise
- kárná komise
- kontrolní komise

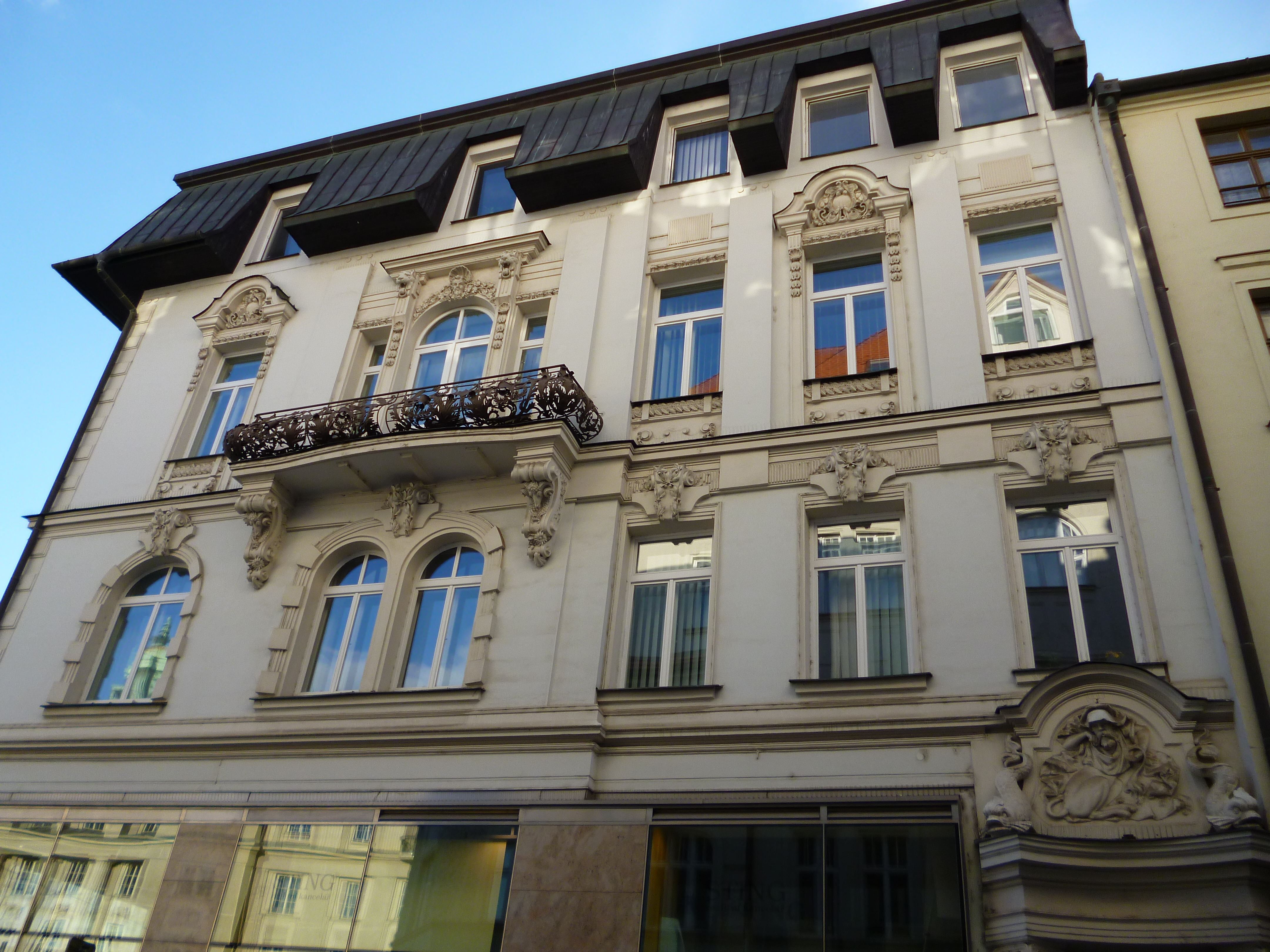
Sídlo pobočky Exekutorské komory ČR v Brně

Prezidentem Exekutorské komory ČR je Mgr. Jan Mlynarčík, viceprezidentem Mgr. Martin Tunkl. Dalšími členy prezidia jsou JUDr. Vendula Flajšhansová, Mgr. Pavla Fučíková a Mgr. Pavel TIntěra.
Seznam prezidentů Exekutorské komory ČR
1. JUDr. Juraj Podkonický, Ph.D. (2001–2009)
2. JUDr. Jana Tvrdková (2009–2012)
3. Mgr. Ing. Jiří Prošek (2012–2014)
4. Mgr. David Koncz (2014–2015)
5. Mgr. Pavla Fučíková (2015–2018)
6. JUDr. Vladimír Plášil, LL.M. (2018-2020)
7. Mgr. Jan Mlynarčík (2021-2024)

## Dohled nad exekutory
Exekutorská komora ČR dle ustanovení § 7 odst. 5 zákona č. 120/2001 Sb., o soudních exekutorech a exekuční činnosti (exekuční řád) a o změně dalších zákonů, vykonává dohled nad činností exekutora, nad řízením činnosti exekutorského úřadu a nad dodržováním povinností stanovených exekutorovi zákonem o některých opatřeních proti legalizaci výnosů z trestné činnosti a financování terorismu. Při výkonu dohledu je Exekutorská komora ČR oprávněna:
- provádět pravidelné kontroly exekutorských úřadů,
- nahlížet do spisů, listin a evidenčních pomůcek exekutora, pořizovat si z nich výpisy a kopie,
- požadovat ve lhůtě, kterou stanoví, písemné vyjádření exekutora k věci, která je předmětem státního dohledu,
- požadovat ústní vysvětlení exekutora, popřípadě jeho zaměstnance k věci, pokud písemné vyjádření není nutné nebo je nedostatečné,
- vstupovat do prostor exekutorského úřadu po předchozím oznámení soudnímu exekutorovi nebo jeho zástupci, který je vedením úřadu pověřen.

## Komorní listy
Exekutorská komora ČR vydává časopis Komorní listy. Jedná se o odborné periodikum vycházející čtyřikrát ročně, jehož hlavní obsahovou náplní jsou odborné články a příspěvky zabývající se problematikou exekuční činnosti. Komorní listy byly zapsány na Seznam recenzovaných neimpaktovaných periodik vydávaných v ČR.

## Bezplatné právní poradny
Exekutorská komora vede bezplatné právní poradny týkající se provádění exekucí a výkonů rozhodnutí. Jejich smyslem je snaha jednak pomoci i sociálně slabším, jednak informovat veřejnost o problematice exekučního řízení. Podstatou takových poraden je poskytnout pouze informativní poradu týkající se exekuce.
Bezplatné právní poradny fungují v Praze 2 (SOS centrum střediska SKP – Diakonie Českobratrské církve evangelické), Brně (centrum Diakonie Českobratrské církve evangelické), v Plzni (organizace Plus pro lidi v krizové situaci) a v Ostravě (občanská poradna Slezské diakonie). Kromě toho existuje i on-line poradna Exekutorské komory na jejích webových stránkách a je také možno navštívit bezplatné poradny některých exekutorských úřadů.